# Arcade Pool
Arcade Pool is een computerspel dat werd ontwikkeld en uitgegeven door Team17 Software Limited. Het spel werd uitgebracht in 1994.

## Platforms
- Amiga (1994)
- Amiga CD32 (1994)
- BlackBerry (2013)
- DOS (1994)

## Ontvangst
| Beoordeeld door                | Platform   | Datum         | Score |
| ------------------------------ | ---------- | ------------- | ----- |
| Top Secret                     | Amiga      | juli 1994     | 100%  |
| Amiga Action                   | Amiga CD32 | december 1994 | 89%   |
| Amiga Computing                | Amiga CD32 | december 1994 | 85%   |
| CU Amiga                       | Amiga      | juni 1994     | 81%   |
| Interface                      | Amiga      | 1994          | 81%   |
| ASM (Aktueller Software Markt) | DOS        | november 1994 | 75%   |
| Amiga Joker                    | Amiga CD32 | november 1994 | 64%   |
| PC Player (Duitsland)          | DOS        | november 1994 | 63%   |
| High Score                     | DOS        | december 1994 | 60%   |
| Amiga Games                    | Amiga CD32 | november 1994 | 59%   |